# DB-Baureihe VT 98
DB-Baureihe VT 98 — рейковий автобус, що випускався в 1955-1962 роках для залізниць Західної Німеччини. За роки виробництва випущено 329 моторних вагонів для заміни поїздів із паровою тягою в пасажирському сполученні на місцевих лініях. Для роботи спільно з моторними вагонами випускали додаткові причіпні вагони і безмоторні вагони керування. Збережені вагони експлуатують приватні асоціації. Деякі рейкові автобуси цієї серії експлуатувалися в Австрії. 

## Історія
VT 98.9 було розроблено в середині 1950-х років. На відміну від VT 95.9, потужність якого була недостатньою для роботи в місцевому сполученні (через наявність лише одного дизельного двигуна), VT 98.9 мав два дизельні двигуни, а також гвинтову стяжку і буфери, відповідні центрально-європейському стандарту. Таким чином, до VT 98.9 можна було причіплювати залізничні вагони і використовувати рейковий автобус як локомотив. Цю можливість іноді використовували для експрес-доставки вантажів, за допомогою причіпки до рейкового автобуса вантажних вагонів, а також для збільшення кількості пасажирів, що перевозяться, причепленням пасажирських вагонів. Навантаження на гаку гвинтової стяжки, яке міг витримати рейковий автобус, було значно нижчим, ніж у локомотивів, унаслідок чого кількість причіпних вагонів і їхня вага були обмежені. Крім цього, вагони VT 98.9 можуть бути причеплені в хвіст іншого поїзда, для проходження в його складі.
На всіх моторних вагонах цієї серії під рамою кузова було встановлено дизельні двигуни типу U 10 Büssing, аналогічні встановленим на берлінські двоповерхові автобуси типу D2u. Коробка передач із шістьма швидкостями постачалася компанією ZF Friedrichshafen AG. Замість педалі акселератора у цих вагонах був важіль керування «газом» зліва від місця водія. Для роботи на ділянках з крутими ухилами рейковий автобус також оснащувався моторним гальмом.
У 1968 році було змінено обліковий номер серії з VT 98.9 на 798, причіпні вагони отримали номери 998.0-3, а безмоторі вагони керування — 998.6-9. Нумерація вагонів керування при цьому була збільшена на 600 (VS 98 001 стало 998 601-9).
У 1988 році 47 моторних вагонів, 23 причіпних і 45 вагонів керування були переобладнані для обслуговування в одну особу. Ці вагони обладнали пневматичним пристроєм блокування дверей і касами для водія. Зазначені машини отримали серійні номери 796 і 996.
У 2015 році фірма «Initiative Fuchstal-Bahn» придбала тривагонний рейковий автобус для організації з липня 2015 року спеціальних туристичних поїздок у районі Шонгау.